# Деномінація (економіка)
Деноміна́ція (від лат. denominatio — найменування, позначення) — зміна (збільшення) номінальної вартості грошових знаків з метою стабілізації валюти чи спрощення розрахунків. Деномінація відбувається шляхом обміну за встановленим співвідношенням (10:1, 100:1 і т. ін.) старих грошових знаків на нові.
Для прикладу, у 2005 році була проведена деномінація Турецької ліри: «старі» ліри обмінювалися на «нові» за курсом мільйон до одного.